# Karibisk skarpnoshaj
Karibisk skarpnoshaj (Rhizoprionodon porosus) är en gråhaj, tillhörande ordningen gråhajartade hajar och lever i tropiska vatten i västra atlanten mellan latituderna 28° N och 40° S. Den trivs speciellt vid östkusterna av sydamerika och runt öar i västindien.